# 中国女子高等院校联盟
中国女子高等院校联盟是中华人民共和国的一个非盈利性非法人高等教育机构联合体，致力于促进女子院校的交流与发展。2014年在山东女子学院举办的研讨会中宣告成立。目前有10个联盟成员。

## 成员学校
- 中华女子学院
- 山东女子学院
- 湖南女子学院
- 南京师范大学金陵女子学院
- 汕头大学淑德书院
- 广东女子职业技术学院
- 河北女子职业技术学院
- 西安培华学院
- 首都师范大学科德学院
- 河南女子职业学院